# Brian Jones (Flugpionier)

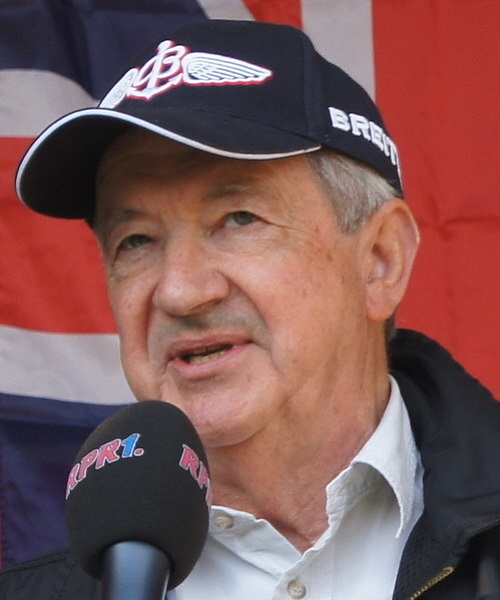
Brian Jones (2012)

Brian Jones (* 27. März 1947 in Bristol) ist ein britischer Flugpionier. Er umrundete 1999 zusammen mit dem Schweizer Bertrand Piccard als erster Mensch in einer Rozière die Erde.
Jones wuchs in Knowle, Bristol, auf und diente 13 Jahre lang in der Royal Air Force. Er ist mit Joanna, einer Ballonfahrerin, verheiratet und hat zwei Kinder. Gemeinsam mit Bertrand Piccard ist er Autor des Buches "The Greatest Adventure" (ISBN 978-0747264439).

## Die erste Non-Stop-Weltumrundung in einem Ballon

Urkunde

Abbildung des Orbiters im offiziellen Logo der Weltumrundung

Brian Jones hat zusammen mit Bertrand Piccard die erste erfolgreiche ununterbrochene Weltumrundung an Bord eines Ballons, des Breitling Orbiter 3, durchgeführt. An Bord des Breitling Orbiter 3, eines satellitenähnlich ausgerüsteten Hightech-Rozierballons, begann am 1. März 1999 um 8:05 Uhr GMT im schweizerischen Château-d’Oex die erste Weltumrundung ohne Zwischenstopp und endete erfolgreich am 21. März 1999 um 5:52 Uhr GMT in Dakhla (Ägypten). Die Fahrtzeit für die Strecke von 45.755 km betrug 19 Tage, 21 Stunden und 47 Minuten. Für diese Leistung erhielt er unter anderem die Harmon Trophy, die Hubbard Medal, die FAI Gold Air Medal, den Charles Green Salver, den Golden Plate Award der American Academy of Achievement und wurde 1999 für seine Verdienste um die Ballonfahrt zum Officer of the Order of the British Empire (OBE) ernannt. Die Kapsel des Orbiter ist seit dem Jahr 2000 im National Air and Space Museum in Washington, D.C. zu sehen. 
Im November 2010 steuerte Jones den Esprit Breitling Orbiter als Startplattform für Yves Rossy, der immer noch aktiv an Ballonrekorden teilnimmt. Rossy unternahm den ersten erfolgreichen Versuch, Loopings mit einem düsengetriebenen Flugrucksack durchzuführen.
Er ist Förderer der Stiftung Winds of Hope.